# جیمز لاوری
جیمز لاوری (انگلیسی: James Lawrie؛ زادهٔ ۱۸ دسامبر ۱۹۹۰) بازیکن فوتبال اهل بریتانیا است.
از باشگاه‌هایی که در آن بازی کرده‌است می‌توان به باشگاه فوتبال آلترینچام، باشگاه فوتبال تلفورد یونایتد، باشگاه فوتبال کیدرمینستر هاریرس، و باشگاه فوتبال پورت ویل اشاره کرد.